# Японське селище (Дагвейський полігон)

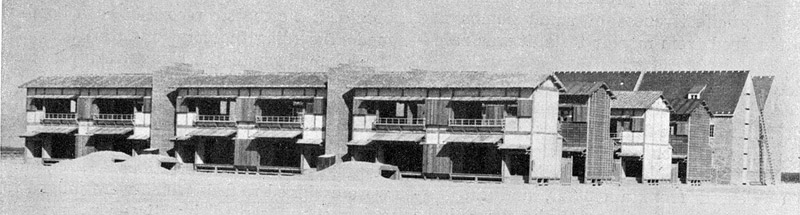
Японське селище, 1943, на задньому плані — німецьке селище

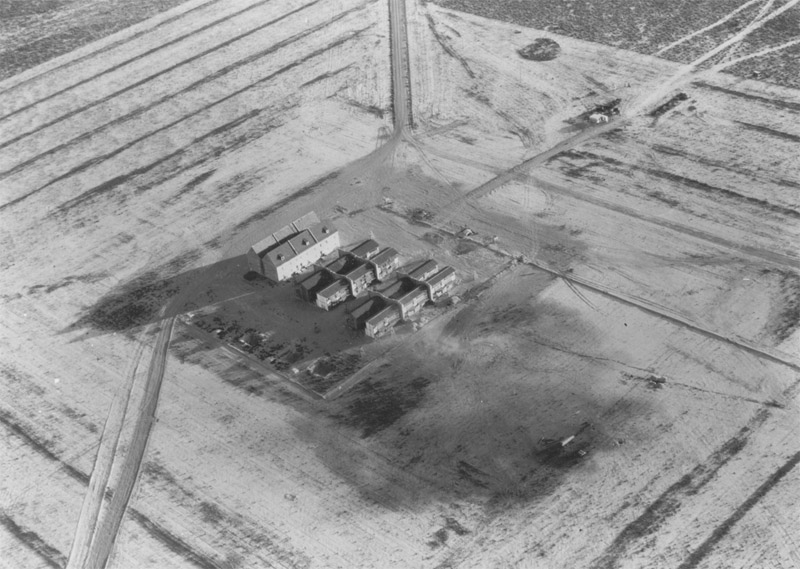
Японське та німецьке селища, повітряна фотозйомка, 1943

Японське селище — назва комплексу житлових будинків зведених Армією США в 1943 році на полігоні Даґвей в Юті, приблизно за 100 кілометрів (62 милі) на південний захід від Солт-Лейк-Сіті.
Дагвей був випробувальним комплексом високим ступенем безпеки для тестування хімічної та біологічної зброї. Метою постійного відтворення будинків японського зразка після постійного знищення пожежами було вдосконалення тактики підпалювальних бомбардувань, які здійснювалися над містами Японії під час Другої світової війни.
Головним архітектором «Японського селища» був Антонін Реймонд. який провів багато років працюючи на будівництві в Японії. В спорудженні комплексу також брав участь Борис Лаймінґ, що вивчав пожежі в Японії та написав доповідь про пожежу в Токіо у 1923 році.
Найуспішнішими на випробуваннях, що проводилися в травні-вересні 1943 року на макетах японських будинків, були напалмові касетні бомби M-69 «Запальні». У випробуваннях також тестувалися M-47 (що містили кокосову олію, гуму та бензин) та M-50 (суміш магнію з порошковим алюмінієм та оксидом заліза). На полігоні також випробовували «Бомби-кажани», легкі бомби із запалювальною речовиною, переносниками якої були кажани.
Для випробувань використовували бомбардувальники B-17 та B-24, що діяли на нормальній висоті бомбардування; ефекти бомб на селище ретельно записувалися.

## В поп-культурі

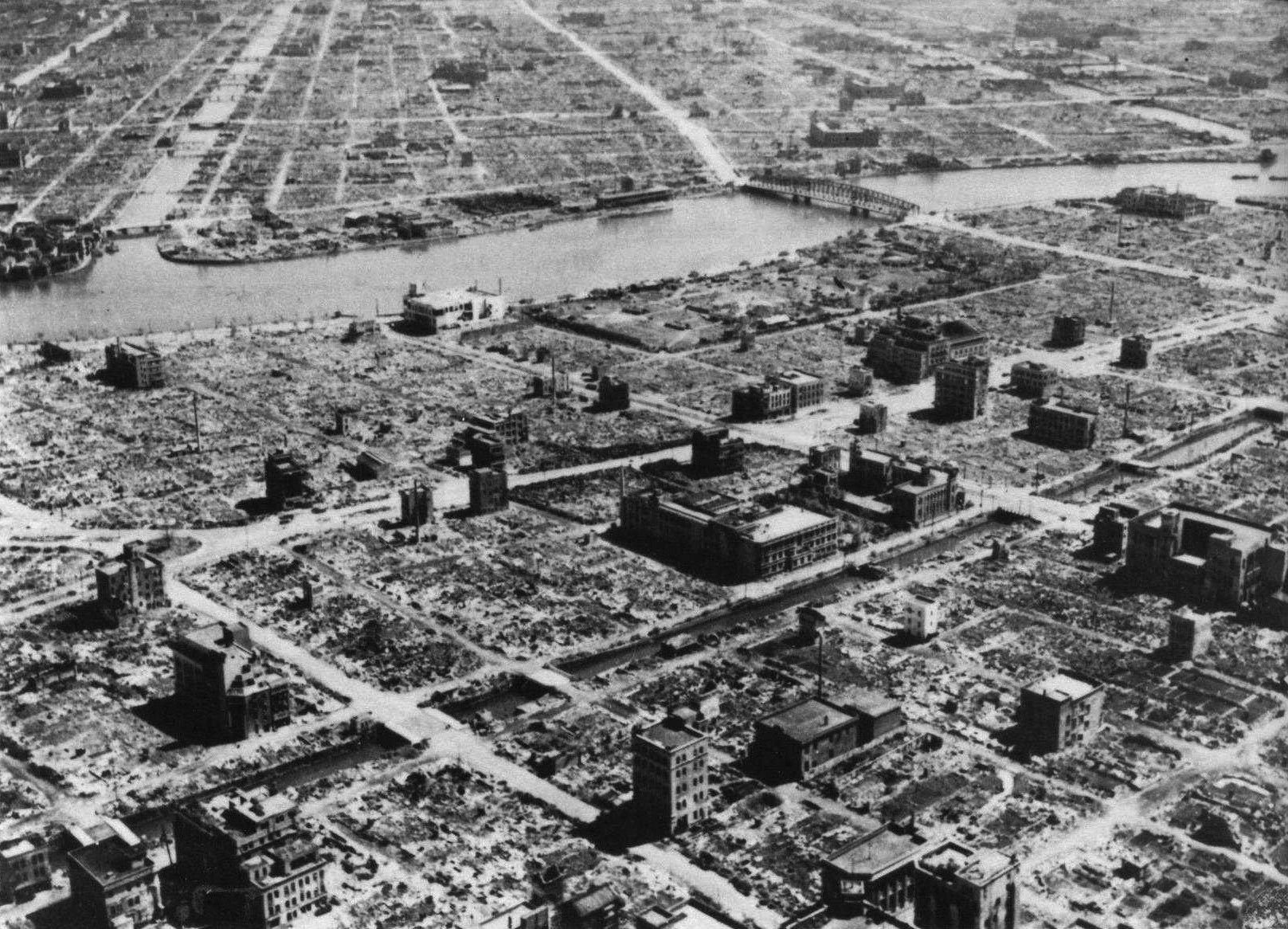
Токіо після масового бомбардування в ніч з 9 на 10 березня 1945. Найдеструктивніший рейд в історії світової авіації.

У новелі «The Gods of Heavenly Punishment» Дженніфер Коді Епштайн згадується створення та експерименти над «Японськи селищем», у дещо прикрашеній формі.